# Jesús Joaquín Fernández Sáenz de la Torre
Jesús Joaquín Fernández Sáenz de la Torre (Cadis, 19 de novembre de 1993) conegut esportivament com a Suso, és un futbolista espanyol que juga com a interior dret al Cadis CF. És internacional amb la selecció espanyola.
Descobert pel Liverpool FC anglès quan era adolescent, va debutar-hi com a professional el 2012, jugant-hi poc, i essent cedit a la UD Almería durant una temporada, abans de fitxar pel Milà el gener de 2015. Fou cedit al club Genoa CFC de la Serie A el gener de 2016. El gener de 2020, Suso fou cedit al Sevilla FC, abans de fitxar permanentment pel juliol l'any següent.
Suso ha representat la selecció espanyola a diversos nivells per edats, i va guanyar el Campionat d'Europa sub-19 de la UEFA.

## Palmarès
AC Milan
- 1 Supercopa italiana: 2016

Sevilla FC
- 2 Lliga Europa de la UEFA: 2019-20, 2022-23[2]

Selecció espanyola
- 1 Campionat d'Europa sub-19: 2012